# Andreas Lambertz
 (août 2025).
Andreas Lambertz est un footballeur allemand, né le 15 octobre 1984 à Dormagen. Il joue au poste de milieu relayeur.

## Palmarès
Vierge

## Statistiques
| Saison    | Club               | Pays              | Championnat        | Coupes nationales | Coupes d'Europe | Allemagne |
| --------- | ------------------ | ----------------- | ------------------ | ----------------- | --------------- | --------- |
| 2004-2005 | Fortuna Düsseldorf | Regionalliga Nord | 29 matchs / 3 buts | -                 | -               | -         |
| 2005-2006 | Fortuna Düsseldorf | Regionalliga Nord | 28 matchs / 6 buts | 1 match           | -               | -         |
| 2006-2007 | Fortuna Düsseldorf | Regionalliga Nord | 33 matchs / 4 buts | -                 | -               | -         |
| 2007-2008 | Fortuna Düsseldorf | Regionalliga Nord | 30 matchs / 8 buts | -                 | -               | -         |
| 2008-2009 | Fortuna Düsseldorf | 3.Liga            | 30 matchs / 5 buts | -                 | -               | -         |
| 2009-2010 | Fortuna Düsseldorf | 2.Bundesliga      | 31 matchs / 2 buts | 1 match / 1 but   | -               | -         |
| 2010-2011 | Fortuna Düsseldorf | 2.Bundesliga      | 23 matchs / 5 buts | -                 | -               | -         |
| 2011-2012 | Fortuna Düsseldorf | 2.Bundesliga      | 30 matchs / 4 buts | 5 matchs          | -               | -         |
| 2012-2013 | Fortuna Düsseldorf | Bundesliga        | 28 matchs / 1 but  | 3 matchs          | -               | -         |

Dernière mise à jour le 19 mai 2013